# Napoléon Durand-Savoyat
Pour les articles homonymes, voir Durand-Savoyat.
Napoléon Durand-Savoyat est un homme politique français né le 28 octobre 1800 à Izeaux (Isère) et décédé le 25 avril 1859 à Cornillon-en-Trièves (Isère).

## Biographie
Fils de cultivateur, élève dans les établissements de fermes-modèles, propriétaire-cultivateur lui-même et agronome à Cornillon-en-Trièves, professeur d'agriculture. Il affirme ses sentiments républicains dès 1830, lorsqu'il prend la direction du journal  Le Dauphinois.
Député « très démocrate » de l'Isère, élu à l'Assemblée nationale constituante (23/04/1848-26/05/1849), puis à l'Assemblée législative (13/05/1849-2/12/1851). L'un des rédacteurs de la Feuille du peuple (1849). Membre du comité central républicain, il résista au coup d'État de Napoléon Bonaparte puis se retira de la vie politique. Victor Hugo l'a décrit comme un « Homme d'un rare esprit et d'un rare courage ».
Il est le père du député et sénateur James Durand-Savoyat et l'oncle du député et sénateur Léonce-Émile Durand-Savoyat.

## Sources
- « Napoléon Durand-Savoyat », dans Adolphe Robert et Gaston Cougny, Dictionnaire des parlementaires français, Edgar Bourloton, 1889-1891 [détail de l’édition]